# Candidats à l'élection présidentielle française de 2022
Pour un article plus général, voir Élection présidentielle française de 2022.
Cette page présente les candidats à l'élection présidentielle française de 2022, ainsi que les candidatures qui sont retirées ou n'ont pas abouti. Le premier tour de cette élection a lieu le 10 avril 2022 et le second le 24 avril 2022.

## Candidats officiels
Les candidats sont listés selon l'ordre du Conseil constitutionnel établi par tirage au sort.
| Candidat (nom et âge) et parti politique               | Candidat (nom et âge) et parti politique | Candidat (nom et âge) et parti politique | Principale(s) fonction(s) politique(s) lors de la campagne                                             | Commentaires |
| ------------------------------------------------------ | ---------------------------------------- | ---------------------------------------- | --- | --- |
| Nathalie Arthaud (52 ans) Lutte ouvrière               |                                          |                                          | Porte-parole de Lutte ouvrière (depuis 2008)                                                           | Porte-parole de Lutte ouvrière depuis 2008, elle est la candidate de ce parti en 2012 et en 2017. LO décide de sa candidature à l'occasion de son 50e congrès, en décembre 2020, afin d'« assurer la présence du courant communiste révolutionnaire » à cette élection. Elle annonce sa candidature le 16 septembre 2021.                                                                                   |
| Fabien Roussel (52 ans) Parti communiste français      | Fabien Roussel                           |                                          | Secrétaire national du Parti communiste français (depuis 2018) Député du Nord (depuis 2017)            | Député de la 20e circonscription du Nord depuis 2017, il devient secrétaire national du Parti communiste français en 2018. Il annonce sa candidature le 26 novembre 2020. Les militants du parti confirment leur soutien à sa candidature lors d'une consultation interne en mai 2021. |
| Emmanuel Macron (44 ans) La République en marche       | Emmanuel Macron                          |                                          | Président de la République française (depuis 2017)                                                     | Ministre de l'Économie, de l'Industrie et du Numérique sous la présidence de François Hollande. Élu président de la République en 2017, il officialise sa candidature à un second mandat le 3 mars 2022 dans une « Lettre aux français ». |
| Jean Lassalle (66 ans) Résistons                       | Jean Lassalle                            |                                          | Président de Résistons (depuis 2016) Député des Pyrénées-Atlantiques (depuis 2002)                     | Membre du Mouvement démocrate, il prend ses distances avec François Bayrou sur fond de désaccord stratégique et quitte le parti en 2016. Il est connu pour sa marche à travers la France en 2013. Candidat en 2017 ayant obtenu 1,21 % au premier tour, il officialise sa nouvelle candidature le 16 mars 2021.                                                                                             |
| Marine Le Pen (53 ans) Rassemblement national          | Marine Le Pen                            |                                          | Députée du Pas-de-Calais (depuis 2017) Conseillère départementale du Pas-de-Calais (depuis 2021)       | Élue présidente du Front national en 2011, elle en est déjà la candidate en 2012 et en 2017, où elle termine en troisième puis deuxième position, étant battue par Emmanuel Macron au second tour de cette dernière élection. Elle annonce sa candidature à la présidence lors d'une conférence de presse le 16 janvier 2020.                                                                               |
| Éric Zemmour (63 ans) Reconquête                       | Éric Zemmour                             |                                          | Président de Reconquête (depuis 2021)                                                                  | Journaliste et écrivain, il annonce sa candidature le 30 novembre 2021,. Jean-Frédéric Poisson, président de Via, la voie du peuple, ainsi que Jacline Mouraud, figure des Gilets jaunes, se désistent alors en sa faveur,. |
| Jean-Luc Mélenchon (70 ans) La France insoumise        | Jean-Luc Mélenchon                       |                                          | Député des Bouches-du-Rhône (depuis 2017)                                                              | Déjà candidat aux élections de 2012 et 2017, il propose sa candidature le 8 novembre 2020, sollicitant une « investiture populaire » de 150 000 personnes pour valider sa candidature, ce qu'il obtient rapidement,. |
| Anne Hidalgo (62 ans) Parti socialiste                 | Anne Hidalgo                             |                                          | Vice-présidente de la métropole du Grand Paris (depuis 2016) Maire de Paris (depuis 2014)              | Elle annonce sa candidature le 12 septembre 2021 puis est désignée par les adhérents socialistes le 14 octobre suivant. |
| Yannick Jadot (54 ans) Europe Écologie Les Verts       | Yannick Jadot                            |                                          | Député européen (depuis 2009)                                                                          | Après avoir remporté la primaire écologiste de 2016 face à Michèle Rivasi en vue de l'élection présidentielle de 2017, il se retire finalement pour soutenir le candidat socialiste Benoît Hamon. Candidat à la primaire présidentielle de l'écologie en septembre 2021, il l’emporte de justesse au second tour face à Sandrine Rousseau.                                                                  |
| Valérie Pécresse (54 ans) Les Républicains             |                                          |                                          | Présidente de Soyons libres (depuis 2017) Présidente du conseil régional d'Île-de-France (depuis 2015) | Ministre de l'Enseignement supérieur puis ministre du Budget sous la présidence de Nicolas Sarkozy, elle devient présidente du conseil régional d'Île-de-France en 2015 et annonce sa candidature le 22 juillet 2021 à la primaire de la droite. Elle remporte le congrès des Républicains le 4 décembre 2021. Outre LR et le mouvement Soyons libres, elle est aussi soutenue par l'UDI et Les Centristes. |
| Philippe Poutou (55 ans) Nouveau Parti anticapitaliste |                                          |                                          | Conseiller municipal de Bordeaux (depuis 2020)                                                         | Ancien syndicaliste à l'usine Ford de Bordeaux, il est candidat du Nouveau Parti anticapitaliste aux élections présidentielles de 2012 (1,15 % des suffrages exprimés) et de 2017 (1,09 %). Il est investi par son parti en vue du scrutin de 2022. |
| Nicolas Dupont-Aignan (61 ans) Debout la France        | Nicolas Dupont-Aignan                    |                                          | Président de Debout la France (depuis 2008) Député de l'Essonne (depuis 1997)                          | Ancien maire d'Yerres et député de l'Essonne, il est président de Debout la France. Il se présente aux élections présidentielles de 2012 et 2017, lors desquelles il obtient respectivement 1,79 % et 4,70 % des voix, s'alliant à Marine Le Pen pour le second tour en 2017. Il annonce une troisième candidature le 26 septembre 2020,.                                                                   |

### Comparaison avec 2017
Avec douze participants, l'élection de 2022 compte un candidat de plus que celle de 2017. Sept étaient déjà présents en 2017 : Nathalie Arthaud (0,64%), Emmanuel Macron (24,01% ; 66,10%), Jean Lassalle (1,21%), Marine Le Pen (21,30% ; 33,90%), Jean-Luc Mélenchon (19,58%), Philippe Poutou (1,09%), Nicolas Dupont-Aignan (4,70%). Cinq sont nouveaux et ne s'étaient jamais présentés auparavant : Valérie Pécresse, Fabien Roussel, Éric Zemmour, Anne Hidalgo, Yannick Jadot. Quatre sont absents : Benoît Hamon (6,36% ; retiré de la vie politique), Jacques Cheminade (0,18% ; pressenti avant de décliner), François Asselineau (0,92% ; parrainages insuffisants), François Fillon (20,01% ; non candidat).

## Tableau récapitulatif des parrainages des élus
Le tableau ci-dessous récapitule l'ensemble des parrainages signés par des élus habilités à présenter une candidature et validés par le Conseil constitutionnel pour l'élection présidentielle de 2022.
65 personnes ont reçu au moins un parrainage. En 2017, 61 personnes avaient reçu au moins un parrainage et 11 d'entre elles avaient atteint les 500 parrainages.
La date ultime de dépôt des signatures est fixée au 4 mars à 18 h.
La date de publication de la liste officielle des candidats au premier tour est fixée au 7 mars à 12 h.
| Candidat                     | Total  | Février | Février | Février | Février | Février | Février | Février | Février | Mars  | Mars | Mars | Remarques                                                          |
| Candidat                     | Total  | 1er     | 3       | 8       | 10      | 15      | 17      | 22      | 24      | 1er   | 3    | 7    | Remarques                                                          |
| ---------------------------- | ------ | ------- | ------- | ------- | ------- | ------- | ------- | ------- | ------- | ----- | ---- | ---- | ------------------------------------------------------------------ |
| Christian-Jacques Arnal      | 1      | 0       | 0       | 0       | 0       | 0       | 0       | 0       | 0       | 0     | 1    | 0    | N'est pas candidat.                                                |
| Nathalie Arthaud             | 576    | 12      | 126     | 230     | 51      | 90      | 20      | 30      | 3       | 6     | 2    | 6    | 500 parrainages validés le 15 février.                             |
| François Asselineau          | 293    | 10      | 46      | 115     | 22      | 17      | 7       | 24      | 6       | 16    | 16   | 14   | Non qualifié.                                                      |
| Michel Barnier               | 2      | 0       | 1       | 0       | 0       | 0       | 0       | 0       | 0       | 1     | 0    | 0    | N'est pas candidat.                                                |
| Corinne Békaert              | 6      | 0       | 0       | 1       | 0       | 2       | 0       | 0       | 1       | 1     | 0    | 1    | Non qualifiée.                                                     |
| Christophe Blanchet          | 1      | 0       | 0       | 0       | 0       | 0       | 0       | 0       | 0       | 1     | 0    | 0    | N'est pas candidat.                                                |
| Jean-Louis Borloo            | 1      | 0       | 0       | 0       | 0       | 0       | 0       | 0       | 1       | 0     | 0    | 0    | N'est pas candidat.                                                |
| Thierry Cahez                | 1      | 0       | 0       | 0       | 0       | 0       | 0       | 1       | 0       | 0     | 0    | 0    | Non qualifié.                                                      |
| Marie Cau                    | 8      | 0       | 0       | 1       | 0       | 1       | 1       | 0       | 1       | 1     | 2    | 1    | Non qualifiée. A parrainé Nathalie Arthaud.                        |
| Bernard Cazeneuve            | 1      | 0       | 0       | 0       | 0       | 0       | 0       | 0       | 0       | 0     | 0    | 1    | N'est pas candidat.                                                |
| Michel Chaudot               | 1      | 0       | 0       | 0       | 0       | 0       | 0       | 0       | 0       | 0     | 0    | 1    | N'est pas candidat.                                                |
| Arnaud Chiche                | 21     | 0       | 1       | 3       | 1       | 3       | 0       | 1       | 0       | 3     | 4    | 5    | Non qualifié.                                                      |
| Patrick Cojan                | 1      | 0       | 0       | 0       | 0       | 1       | 0       | 0       | 0       | 0     | 0    | 0    | N'est pas candidat.                                                |
| Vincent Delaby               | 1      | 0       | 0       | 0       | 0       | 0       | 0       | 0       | 0       | 0     | 0    | 1    | Non qualifié.                                                      |
| Carole Delga                 | 1      | 0       | 0       | 0       | 0       | 0       | 1       | 0       | 0       | 0     | 0    | 0    | N'est pas candidate. A parrainé Anne Hidalgo.                      |
| Nicolas Dupont-Aignan        | 600    | 10      | 67      | 155     | 48      | 80      | 19      | 43      | 35      | 75    | 50   | 18   | 500 parrainages validés le 1er mars. S'est auto-parrainé.          |
| Clara Egger                  | 36     | 0       | 3       | 3       | 1       | 6       | 3       | 6       | 2       | 4     | 6    | 2    | Non qualifiée.                                                     |
| Bertrand Fessard de Foucault | 1      | 0       | 0       | 0       | 1       | 0       | 0       | 0       | 0       | 0     | 0    | 0    | Non qualifié.                                                      |
| Éric-Régis Fiorile           | 2      | 0       | 0       | 0       | 0       | 0       | 1       | 0       | 0       | 0     | 1    | 0    | Non qualifié.                                                      |
| Jean-Marc Fortané            | 12     | 0       | 0       | 0       | 1       | 0       | 0       | 2       | 0       | 4     | 2    | 3    | Non qualifié.                                                      |
| Jean-Baptiste Giffon         | 1      | 0       | 0       | 0       | 0       | 0       | 0       | 0       | 0       | 0     | 1    | 0    | N'est pas candidat.                                                |
| Raphaël Glucksmann           | 1      | 0       | 0       | 0       | 0       | 0       | 0       | 0       | 0       | 0     | 1    | 0    | N'est pas candidat.                                                |
| Cédric Herrou                | 1      | 0       | 0       | 0       | 0       | 0       | 0       | 0       | 0       | 0     | 0    | 1    | N'est pas candidat.                                                |
| Anne Hidalgo                 | 1 440  | 48      | 218     | 386     | 138     | 217     | 67      | 103     | 49      | 92    | 69   | 53   | 500 parrainages validés le 8 février. S'est auto-parrainée.        |
| François Hollande            | 1      | 0       | 0       | 0       | 0       | 1       | 0       | 0       | 0       | 0     | 0    | 0    | N'est pas candidat.                                                |
| Yannick Jadot                | 712    | 11      | 69      | 188     | 57      | 125     | 40      | 75      | 50      | 54    | 20   | 23   | 500 parrainages validés le 22 février.                             |
| Alexandre Juving-Brunet      | 2      | 0       | 0       | 0       | 0       | 0       | 0       | 0       | 0       | 2     | 0    | 0    | Non qualifié.                                                      |
| Anasse Kazib                 | 160    | 1       | 20      | 63      | 15      | 17      | 6       | 6       | 2       | 14    | 5    | 11   | Non qualifié.                                                      |
| Gaspard Koenig               | 107    | 0       | 2       | 21      | 4       | 1       | 3       | 7       | 11      | 23    | 19   | 16   | Non qualifié.                                                      |
| Georges Kuzmanovic           | 49     | 1       | 8       | 16      | 2       | 8       | 3       | 2       | 2       | 3     | 1    | 3    | Non qualifié.                                                      |
| Nicolas Lacroix              | 2      | 0       | 0       | 0       | 0       | 0       | 0       | 0       | 0       | 2     | 0    | 0    | N'est pas candidat. A parrainé Valérie Pécresse.                   |
| Yaya Lam                     | 1      | 0       | 0       | 0       | 0       | 1       | 0       | 0       | 0       | 0     | 0    | 0    | Non qualifié.                                                      |
| Jean Lassalle                | 642    | 15      | 109     | 192     | 66      | 89      | 32      | 58      | 18      | 23    | 18   | 22   | 500 parrainages validés le 17 février. A parrainé Philippe Poutou. |
| Christian Laurut             | 2      | 0       | 0       | 0       | 0       | 0       | 0       | 0       | 1       | 1     | 0    | 0    | Non qualifié.                                                      |
| Marine Le Pen                | 622    | 2       | 33      | 104     | 135     | 57      | 35      | 27      | 21      | 89    | 100  | 19   | 500 parrainages validés le 1er mars. S'est auto-parrainée.         |
| Emmanuel Macron              | 2 098  | 105     | 424     | 397     | 124     | 210     | 85      | 118     | 81      | 241   | 189  | 124  | 500 parrainages validés le 3 février.                              |
| Philippe Célestin Maréchal   | 1      | 0       | 0       | 1       | 0       | 0       | 0       | 0       | 0       | 0     | 0    | 0    | N'est pas candidat. S'est auto-parrainé.                           |
| Antoine Martinez             | 13     | 0       | 0       | 5       | 0       | 2       | 2       | 1       | 1       | 1     | 1    | 0    | Non qualifié.                                                      |
| Philippe Mazuel              | 1      | 0       | 0       | 1       | 0       | 0       | 0       | 0       | 0       | 0     | 0    | 0    | Non qualifié.                                                      |
| Jean-Luc Mélenchon           | 906    | 14      | 86      | 124     | 34      | 74      | 38      | 72      | 98      | 268   | 65   | 33   | 500 parrainages validés le 24 février. A parrainé Philippe Poutou. |
| Emmanuelle Ménard            | 1      | 0       | 0       | 0       | 0       | 1       | 0       | 0       | 0       | 0     | 0    | 0    | N'est pas candidate. A parrainé Marine Le Pen.                     |
| Guillaume Meurice            | 6      | 0       | 0       | 0       | 0       | 1       | 0       | 0       | 1       | 1     | 3    | 0    | N'est pas candidat.                                                |
| Nicolas Miguet               | 40     | 0       | 2       | 7       | 0       | 3       | 0       | 0       | 6       | 9     | 8    | 5    | Non qualifié.                                                      |
| Arnaud Montebourg            | 1      | 0       | 0       | 0       | 0       | 0       | 0       | 0       | 1       | 0     | 0    | 0    | Candidature retirée le 19 janvier.                                 |
| Paul Montserrat              | 1      | 0       | 0       | 0       | 0       | 0       | 0       | 0       | 0       | 1     | 0    | 0    | Non qualifié.                                                      |
| Valérie Pécresse             | 2 636  | 34      | 290     | 615     | 310     | 575     | 121     | 198     | 128     | 186   | 99   | 80   | 500 parrainages validés le 8 février. S'est auto-parrainée.        |
| Thomas Pesquet               | 1      | 0       | 0       | 0       | 0       | 0       | 0       | 0       | 0       | 1     | 0    | 0    | N'est pas candidat.                                                |
| Édouard Philippe             | 1      | 0       | 0       | 0       | 0       | 0       | 0       | 0       | 0       | 0     | 1    | 0    | N'est pas candidat. A parrainé Emmanuel Macron.                    |
| Florian Philippot            | 1      | 0       | 0       | 0       | 1       | 0       | 0       | 0       | 0       | 0     | 0    | 0    | Candidature retirée le 18 février.                                 |
| Philippe Poutou              | 596    | 4       | 50      | 73      | 19      | 42      | 11      | 25      | 19      | 99    | 97   | 157  | 500 parrainages validés le 7 mars.                                 |
| Stéphanie Rivoal             | 2      | 0       | 0       | 0       | 1       | 1       | 0       | 0       | 0       | 0     | 1    | 0    | Non qualifié.                                                      |
| Martin Rocca                 | 9      | 0       | 0       | 1       | 1       | 1       | 0       | 0       | 0       | 5     | 1    | 0    | Non qualifié.                                                      |
| Antoine Rocquemont           | 1      | 0       | 0       | 0       | 0       | 0       | 0       | 1       | 0       | 0     | 0    | 0    | Non qualifié.                                                      |
| Fabien Roussel               | 626    | 30      | 129     | 167     | 55      | 111     | 37      | 53      | 11      | 20    | 6    | 7    | 500 parrainages validés le 17 février. S'est auto-parrainé.        |
| François Ruffin              | 1      | 0       | 0       | 0       | 0       | 0       | 0       | 0       | 0       | 0     | 1    | 0    | N'est pas candidat. A parrainé Jean-Luc Mélenchon.                 |
| Laetitia Saint-Paul          | 1      | 0       | 0       | 0       | 0       | 0       | 0       | 1       | 0       | 0     | 0    | 0    | N'est pas candidate. A parrainé Emmanuel Macron.                   |
| Josef Schovanec              | 1      | 0       | 0       | 1       | 0       | 0       | 0       | 0       | 0       | 0     | 0    | 0    | N'est pas candidat.                                                |
| Rafik Smati                  | 10     | 0       | 0       | 2       | 0       | 3       | 2       | 1       | 0       | 1     | 0    | 1    | Non qualifié.                                                      |
| Christiane Taubira           | 274    | 0       | 8       | 28      | 11      | 26      | 13      | 18      | 24      | 53    | 60   | 33   | Candidature retirée le 2 mars.                                     |
| Hélène Thouy                 | 139    | 2       | 20      | 26      | 8       | 14      | 4       | 15      | 8       | 17    | 10   | 15   | Non qualifiée.                                                     |
| Gildas Vieira                | 2      | 0       | 0       | 0       | 1       | 0       | 0       | 0       | 1       | 0     | 0    | 0    | Non qualifié.                                                      |
| Antoine Waechter             | 7      | 0       | 0       | 0       | 0       | 1       | 1       | 1       | 1       | 0     | 3    | 0    | Candidature retirée le 1er mars.                                   |
| Stéphane Wendlinger          | 1      | 0       | 0       | 0       | 0       | 1       | 0       | 0       | 0       | 0     | 0    | 0    | Non qualifié.                                                      |
| Éric Zemmour                 | 741    | 14      | 44      | 91      | 32      | 69      | 41      | 59      | 65      | 205   | 101  | 20   | 500 parrainages validés le 1er mars.                               |
| Total                        | 13 427 | 313     | 1 756   | 3 017   | 1 139   | 1 851   | 593     | 948     | 648     | 1 523 | 963  | 676  |                                                                    |

## Candidats n'ayant pas eu les parrainages suffisants

### Candidats ayant de 100 à 499 parrainages validés
| Candidat (nom et âge) et parti politique                  | Candidat (nom et âge) et parti politique | Candidat (nom et âge) et parti politique | Principale(s) fonction(s) politique(s) lors de la campagne | Commentaires |
| --------------------------------------------------------- | ---------------------------------------- | ---------------------------------------- | ---------------------------------------------------------- | --- |
| François Asselineau (64 ans) Union populaire républicaine |                                          |                                          | Président de l'Union populaire républicaine (depuis 2007)  | Il est le fondateur de l'Union populaire républicaine en 2007. Il échoue à se présenter à l'élection présidentielle de 2012, puis obtient 0,92 % des suffrages exprimés à celle de 2017. Il annonce sa candidature le 4 avril 2019,. |
| Anasse Kazib (35 ans) Révolution permanente               | Anasse Kazib                             |                                          | Aucune                                                     | Syndicaliste cheminot à SUD Rail. Il annonce sa candidature en interne du Nouveau Parti anticapitaliste, avant que sa tendance ne s'en sépare en juin 2021.                                                                          |
| Gaspard Koenig (39 ans) Simple                            | Gaspard Koenig                           |                                          | Aucune                                                     | Philosophe libéral, fondateur du think tank GenerationLibre, candidat pour la « simplification » de la « folie normative » bureaucratique.                                                                                           |
| Hélène Thouy (38 ans) Parti animaliste                    | Hélène Thouy                             |                                          | Coprésidente du Parti animaliste (depuis 2016)             | Avocate, cofondatrice et coprésidente du Parti animaliste,. |

### Candidats ayant de 10 à 99 parrainages validés
| Candidat (nom et âge) et parti politique                         | Candidat (nom et âge) et parti politique | Candidat (nom et âge) et parti politique | Principale(s) fonction(s) politique(s) lors de la campagne          | Commentaires |
| ---------------------------------------------------------------- | ---------------------------------------- | ---------------------------------------- | ------------------------------------------------------------------- | --- |
| Arnaud Chiche (46 ans) Santé en danger                           | Arnaud Chiche                            |                                          | Aucune                                                              | Médecin anesthésiste-réanimateur, il est le fondateur du collectif Santé en danger pour un nouveau Ségur. Après avoir obtenu un premier parrainage, il déclare sa candidature en février 2022 et souhaite mettre en avant la question de la santé.           |
| Clara Egger (34 ans) Espoir RIC 2022                             | Clara Egger                              |                                          | Aucune                                                              | Enseignante-chercheuse aux Pays-Bas, candidate du mouvement Espoir RIC 2022 d'Yvan Bachaud,. Elle a pour unique proposition l'ajout à la Constitution d'un référendum d'initiative citoyenne (RIC) constituant, et laisserait le Premier ministre gouverner. |
| Jean-Marc Fortané (59 ans) Fédération citoyenne                  | Jean-Marc Fortané                        |                                          | Aucune                                                              | Vétérinaire et entrepreneur à Châteaurenard (Bouches-du-Rhône) et candidat battu à LaPrimaire.org en 2017,, il annonce sa candidature au nom du collectif Fédération citoyenne le 16 janvier 2022.                                                           |
| Georges Kuzmanovic (48 ans) République souveraine                | Georges Kuzmanovic                       |                                          | Président de République souveraine (depuis 2019)                    | Président de République souveraine, une scission de La France insoumise. Son projet, « souverainiste et social », a pour ambition de dépasser le clivage gauche-droite. Il bénéficie du soutien de Jacques Cheminade.                                        |
| Antoine Martinez (78 ans) Volontaires pour la France             | Illustration manquante                   |                                          | Président de Volontaires pour la France (depuis 2016)               | Général de l'armée de l'air à la retraite, dirigeant et cofondateur du parti Volontaires pour la France,. |
| Nicolas Miguet (61 ans) Rassemblement des contribuables français | Illustration manquante                   |                                          | Président du Rassemblement des contribuables français (depuis 1999) | Journaliste et entrepreneur, candidat à la candidature en 2002, 2007, 2012 et 2017. |
| Rafik Smati (46 ans) Objectif France                             | Rafik Smati                              |                                          | Président d'Objectif France (depuis 2014)                           | Entrepreneur, fondateur du groupe Aventers. Le général Bertrand Soubelet est son directeur de campagne. |

### Candidats ayant moins de 10 parrainages validés
| Candidat (nom et âge) et parti politique                   | Candidat (nom et âge) et parti politique | Candidat (nom et âge) et parti politique | Principale(s) fonction(s) politique(s) lors de la campagne | Commentaires |
| ---------------------------------------------------------- | ---------------------------------------- | ---------------------------------------- | ---------------------------------------------------------- | --- |
| Corinne Békaert (51 ans) Osons la différence               | Illustration manquante                   |                                          | Aucune                                                     | Chef d'entreprise des Hauts-de-France, qui a fondé le mouvement Osons la différence. |
| Thierry Cahez L'Avenir c'est la Terre                      | Illustration manquante                   |                                          | Aucune                                                     | Chef d'entreprise, candidat du mouvement L'Avenir c'est la Terre. |
| Marie Cau (56 ans)                                         | Marie Cau                                |                                          | Maire de Tilloy-lez-Marchiennes (depuis 2020)              | Première femme trans élue maire en France, à Tilloy-lez-Marchiennes (Nord). |
| Vincent Delaby                                             | Illustration manquante                   |                                          | Aucune                                                     | Ingénieur centralien. |
| Bertrand Fessard de Foucault (79 ans)                      | Illustration manquante                   |                                          | Aucune                                                     | Diplomate à la retraite à Surzur (Morbihan), il se déclare gaullo-mitterandien. Ancien élève de l'ENA et premier ambassadeur de France au Kazakhstan, il se déclare candidat pour porter certaines thèmes dans la campagne. |
| Éric-Régis Fiorile (67 ans) Conseil national de transition | Éric-Régis Fiorile                       |                                          | Président du Conseil national de transition (depuis 2004)  | Figure du complotisme, il est le leader du Conseil national de transition qui se revendique d'être « la seule autorité légitime de France ». Interpellé en décembre 2020 et soupçonné d'appartenir à un groupe d'extrême droite qui voulait commettre un attentat contre Emmanuel Macron, il est cité parmi les candidats putatifs par Conspiracy Watch. |
| Alexandre Juving-Brunet (40 ans) Le Peuple de France       | Illustration manquante                   |                                          | Président du Peuple de France (depuis 2022)                | Chef d'entreprise, ancien capitaine de gendarmerie, souverainiste, figure du complotisme et du mouvement contre anti-pass dans le Var. Il est cité parmi les candidats putatifs par Conspiracy Watch. |
| Yaya Lam (56 ans) Pour la France - À gauche                | Illustration manquante                   |                                          | Président de Pour la France - À gauche (depuis 2017)       | Franco-Sénégalais, fonctionnaire des finances publiques dans la Vienne, il a fondé son propre parti Pour la France - À gauche et souhaite être un candidat de rassemblement de la gauche,. |
| Christian Laurut (76 ans)                                  | Illustration manquante                   |                                          | Aucune                                                     | Ancien chef d'entreprise, militant pour la décroissance et auteur d'essais économiques. |
| Philippe Mazuel (66 ans) Parti des citoyens européens      | Illustration manquante                   |                                          | Président du Parti des citoyens européens (depuis 2007)    | Ancien adjoint au maire d'Abbeville (Somme) et fondateur du Parti des citoyens européens. |
| Paul Montserrat (60 ans) Avenir France 2022                | Illustration manquante                   |                                          | Aucune                                                     | Médecin cardiologue, candidat du mouvement citoyen associatif Avenir France 2022. |
| Stéphanie Rivoal (50 ans)                                  | Stéphanie Rivoal                         |                                          | Aucune                                                     | Ancienne présidente d'Action contre la faim et ambassadrice de France en Ouganda. |
| Martin Rocca (22 ans)                                      | Illustration manquante                   |                                          | Aucune                                                     | Étudiant, il souhaite réécrire la Constitution pour rendre le système politique plus représentatif et mieux lutter contre la crise climatique. |
| Antoine Rocquemont La France au pouvoir                    | Illustration manquante                   |                                          | Aucune                                                     | Fondateur du mouvement La France au pouvoir. |
| Gildas Vieira (47 ans) La France autrement                 | Illustration manquante                   |                                          | Conseiller municipal de Blois (depuis 2014)                | Docteur en santé publique, ancien adjoint au maire de Blois (Loir-et-Cher). |
| Stéphane Wendlinger (53 ans)                               | Illustration manquante                   |                                          | Aucune                                                     | Ardèchois, il se présente comme un candidat « citoyen et indépendant ». |

### Candidats n'ayant pas reçu de parrainage
- Nagib Azergui, fondateur et président de l'Union des démocrates musulmans français[10] ;
- Yvan Benedetti, membre du Parti nationaliste français[60] ;
- Benjamin Victor Boucher, employé de pharmacie, candidat de l'Union essentielle[10] ;
- Anne Dan, contrôleuse et auditrice pour l'agriculture biologique, candidate du mouvement Réaliste, qui revendique un programme « basé sur la science, le pragmatisme, l'écologie et l'humanisme »[60] ;
- Éric Drouet, militant Gilet jaune[10] ;
- Philippe Furlan, informaticien, qui se présente comme candidat des « Blouses blanches », des Gilets jaunes et des Bonnets rouges[11] ;
- Jean-Marc Governatori, co-président de Cap écologie et conseiller municipal de Nice. Candidat en 2007 puis en 2012, il n'obtient pas les parrainages requis. Il est candidat à la primaire de l'écologie de 2021 mais ne reconnaît pas son faible résultat[61] ;
- Fabrice Grimal, entrepreneur, secrétaire national du mouvement La Concorde citoyenne, investi par plusieurs groupes de Gilets jaunes[36],[62]. Souverainiste, il se définit comme un « gaulliste social »[11] ;
- Fadi Kassem, secrétaire national du Pôle de renaissance communiste en France, professeur d'histoire-géographie dans l'enseignement secondaire, syndicaliste, candidat pour une « alternative rouge et tricolore »[60] ;
- Luc Laforets, ingénieur informaticien, candidat du mouvement Une perspective - la 6e République (1P6R)[11] ;
- Gilles Lazzarini, chef d'entreprise, candidat du Parti politique pour la paix et la protection de la planète[10],[63], il présente un programme qui reprend des thèmes issu du mouvement des Gilets jaunes, des souverainistes et des mobilisations contre le passe sanitaire[11] ;
- Anne-Marie Perron (Démocratie active et participative)[64] ;
- Gérard Pignol, retraité, ancien principal de collège vivant à Oullins (métropole de Lyon)[10] ;
- Stéphane Tauthui, conseiller municipal divers droite à Malakoff (Hauts-de-Seine) élu en 2014[11] ;
- Serge Tinland, candidat pour une « démocratie participative basée sur l'économie sociale et solidaire », déjà déclaré en 2017[65] ;
- Clément Wittmann, écologiste partisan de la décroissance[10].

## Candidats déclarés ayant retiré leur candidature avant la fin de la clôture des parrainages
- Alexandre Langlois (SE), secrétaire général du syndicat policier Vigi, il est révoqué de la police en 2021 pour ses critiques envers l'institution[36],[10]. Il se présente comme ni de droite, ni de gauche[11]. Il annonce son retrait le 17 février 2022 sans avoir récolté de parrainage. Il appelle les élus qui le soutenaient à apporter leur parrainage au candidat qui leur apparaîtra comme le plus compatible avec le projet qu'il porte, tout en concédant que c'est le programme de Georges Kuzmanovic qui lui semble le plus abouti[66] ;
- Arnaud Montebourg (L'Engagement), ministre de l'Économie et du Redressement productif sous la présidence de François Hollande, candidat aux primaires présidentielles socialistes de 2011 et de 2017, il quitte le Parti socialiste en 2018 et annonce sa candidature le 4 septembre 2021[67]. Il est alors soutenu par le Mouvement républicain et citoyen et la Gauche républicaine et socialiste[68]. Il annonce son retrait le 19 janvier 2022, et décide de ne soutenir aucun candidat[69] ;
- Jacline Mouraud (Les Émergents), militante Gilet jaune, d'abord candidate[36],[10] avant de rallier Éric Zemmour en décembre 2021[70] ;
- Florian Philippot (LP), vice-président du Front national de 2012 à 2017. Il annonce sa candidature le 14 juillet 2021[71]. N'ayant reçu qu'un seul parrainage sur les 500 nécessaires, il annonce son retrait le 18 février 2022, deux semaines avant la date limite pour les obtenir, et moins de deux mois avant le premier tour[31]. Le 14 mars 2022, il annonce son ralliement à Nicolas Dupont-Aignan[72].
- Jean-Frédéric Poisson (VIA), d'abord candidat, avant de se retirer pour soutenir Éric Zemmour[12] ;
- Régis Ollivier (SE), ancien militaire âgé de 70 ans, signataire de la « tribune des généraux » publiée par Valeurs actuelles, annonce sa candidature en avril 2021[2],[73] avant de la retirer en octobre[74] ;
- Joachim Son-Forget (SE), député des Français établis hors de France : initialement candidat[10], il rejoint en octobre 2021 la campagne d'Éric Zemmour[75] ;
- Christiane Taubira (divers gauche), candidate à l'élection présidentielle de 2002 pour le Parti radical de gauche (PRG), elle devient ministre de la Justice sous la présidence de François Hollande. Elle annonce le 15 janvier 2022 sa candidature et la soumet à la primaire populaire[76], qu'elle remporte le 30 janvier 2022[77]. Elle a bénéficié du soutien du PRG[78] jusqu'au 14 février[79]. Elle retire sa candidature le 2 mars 2022, n'ayant obtenu à cette date que 181 parrainages[32] ;
- Antoine Waechter (MEI), candidat des Verts à l'élection présidentielle de 1988, président fondateur du Mouvement écologiste indépendant depuis 1994. Il critique le positionnement à gauche d'EELV — qui rend selon lui « utopique » le rassemblement des écologistes — et souhaite une incarner une candidature « au-delà de la droite et de la gauche »[80]. Il n'obtient que quatre signatures et se retire le 1er mars 2022[33].

## Personnes non candidates ayant reçu des parrainages
- Christian-Jacques Arnal, premier adjoint au maire de La Chapelle-Thècle[81] ;
- Michel Barnier, plusieurs fois ministre et deux fois commissaire européen, candidat battu à la primaire de LR[82] ;
- Christophe Blanchet, Ariégeois, beau-fils du maire de Saint-Christophe (Eure-et-Loir)[83].
- Jean-Louis Borloo, ancien ministre[84] ;
- Bernard Cazeneuve, ancien Premier ministre ;
- Michel Chaudot, Haut-Saônois, conseiller national des Républicains et soutien de Michel Barnier[85] ;
- Patrick Cojan, médecin généraliste de Nespouls (Corrèze), parrainé par le maire de sa commune[86] ;
- Carole Delga, présidente du Conseil régional d'Occitanie ;
- Jean-Baptiste Giffon, maire de Bastelica, parrainé par le maire de Brizon, sa commune jummélée[87] ;
- Raphaël Glucksmann, député européen ;
- Cédric Herrou, agriculteur et militant en faveur des migrants ;
- François Hollande, ancien président de la République (2012-2017)[86] ;
- Nicolas Lacroix, président du Conseil départemental de la Haute-Marne ;
- Philippe Célestin Maréchal, maire de Balagny-sur-Thérain, qui s'est auto-parrainé[88] ;
- Emmanuelle Ménard, journaliste et députée[86] ;
- Guillaume Meurice, humoriste et chroniqueur de radio[86] ;
- Thomas Pesquet, spationaute ;
- Édouard Philippe, ancien Premier ministre et maire du Havre ;
- François Ruffin, député de la Somme ;
- Laetitia Saint-Paul, députée de Maine-et-Loire ;
- Josef Schovanec, philosophe et écrivain militant pour la dignité des personnes autistes[Note 2].

## Élections primaires

### Consultation interne du Parti communiste français
La consultation interne au Parti communiste français pour l'élection présidentielle se déroule du 7 au 9 mai 2021. Ce n'est pas une primaire car la candidature de Fabien Roussel a déjà été approuvée le 13 mars 2021 par le conseil national du PCF, qui réunit 200 conseillers, puis par une conférence nationale en avril. Les militants doivent choisir entre l'option d'une candidature communiste autonome, incarnée par le secrétaire national, Fabien Roussel, ou le soutien à une candidature extérieure au parti. Sans surprise, Fabien Roussel l’emporte avec plus de 98 % des suffrages exprimés face à deux inconnus, Emmanuel Dang Tran et Grégoire Munck.
| Candidats                | Candidats                | Parti                    | Premier tour | Premier tour |
| Candidats                | Candidats                | Parti                    | Voix         | %            |
| ------------------------ | ------------------------ | ------------------------ | ------------ | ------------ |
|                          | Fabien Roussel           | PCF                      | 23 245       | 82,32        |
|                          | Emmanuel Dang Tran       | PCF                      | 514          | 1,82         |
|                          | Grégoire Munck           | PCF                      | 46           | 0,16         |
|                          |                          |                          |              |              |
| Total                    | Total                    | Total                    | 28 238       | 100          |
| Abstention               | Abstention               | Abstention               | 4 433        | 15,70        |
| Inscrits / participation | Inscrits / participation | Inscrits / participation | 43 888       | 64,34        |

### Primaire interne du Parti socialiste
Le 27 août, le premier secrétaire du Parti socialiste, Olivier Faure, annonce l'organisation d'une primaire interne pour désigner le candidat du parti. Après l'annonce de la candidature d'Anne Hidalgo le 12 septembre, Le Monde note que ce vote « devrait être une formalité », la maire de Paris étant soutenue par Olivier Faure, premier secrétaire du PS, dont le texte d’orientation pour être réélu à la tête du PS la soutenant est arrivé en tête quelques jours plus tôt.
|               | Anne Hidalgo     | PS            | 15 208 | 72,60 |
|               | Stéphane Le Foll | PS            | 5 741  | 27,40 |
|               |                  |               |        |       |
| Votes valides | Votes valides    | Votes valides | 20 949 | 94,58 |
| Votes blancs  | Votes blancs     | Votes blancs  | 1 045  | 4,72  |
| Votes nuls    | Votes nuls       | Votes nuls    | 156    | 0,70  |
| Total         | Total            | Total         | 22 150 | 100   |

### Primaire ouverte du Pôle écologiste
| Candidats                | Candidats                | Parti                    | Premier tour | Premier tour | Second tour | Second tour |
| Candidats                | Candidats                | Parti                    | Voix         | %            | Voix        | %           |
| ------------------------ | ------------------------ | ------------------------ | ------------ | ------------ | ----------- | ----------- |
|                          | Yannick Jadot            | EÉLV                     | 29 534       | 27,70        | 52 210      | 51,03       |
|                          | Sandrine Rousseau        | EÉLV                     | 26 801       | 25,14        | 50 098      | 48,97       |
|                          | Delphine Batho           | GÉ                       | 23 801       | 22,32        |             |             |
|                          | Éric Piolle              | EÉLV                     | 23 767       | 22,29        |             |             |
|                          | Jean-Marc Governatori    | CÉ                       | 2 501        | 2,35         |             |             |
|                          |                          |                          |              |              |             |             |
| Suffrages exprimés       | Suffrages exprimés       | Suffrages exprimés       | 106 404      | 99,80        | 102 308     | 97,65       |
| Votes blancs et nuls     | Votes blancs et nuls     | Votes blancs et nuls     | 218          | 0,20         | 2 464       | 2,35        |
| Total                    | Total                    | Total                    | 106 622      | 100          | 104 772     | 100         |
| Abstention               | Abstention               | Abstention               | 16 053       | 13,09        | 17 903      | 14,59       |
| Inscrits / participation | Inscrits / participation | Inscrits / participation | 122 675      | 86,91        | 122 675     | 85,41       |

### Congrès des Républicains
Après plusieurs années d'incertitude, les militants Les Républicains choisissent de désigner le candidat de leur formation non pas au cours d’une primaire ouverte comme en 2016 mais lors d'une primaire fermée ayant lieu du 1er au 4 décembre 2021.
| Candidat                 | Candidat                 | Parti                    | Premier tour | Premier tour | Second tour | Second tour |
| Candidat                 | Candidat                 | Parti                    | Voix         | %            | Voix        | %           |
| ------------------------ | ------------------------ | ------------------------ | ------------ | ------------ | ----------- | ----------- |
|                          | Éric Ciotti              | LR                       | 28 844       | 25,59        | 44 412      | 39,05       |
|                          | Valérie Pécresse         | LR-L!                    | 28 179       | 25,00        | 69 326      | 60,95       |
|                          | Michel Barnier           | LR                       | 26 970       | 23,93        |             |             |
|                          | Xavier Bertrand          | LR                       | 25 213       | 22,36        |             |             |
|                          | Philippe Juvin           | LR                       | 3 532        | 3,13         |             |             |
|                          |                          |                          |              |              |             |             |
| Suffrages exprimés       | Suffrages exprimés       | Suffrages exprimés       | 112 738      | 99,73        | 113 738     | 99,11       |
| Votes blancs et nuls     | Votes blancs et nuls     | Votes blancs et nuls     | 300          | 0,27         | 1 027       | 0,89        |
| Total                    | Total                    | Total                    | 113 038      | 100          | 114 765     | 100         |
| Abstention               | Abstention               | Abstention               | 26 704       | 19,11        | 24 977      | 17,87       |
| Inscrits / participation | Inscrits / participation | Inscrits / participation | 139 742      | 80,89        | 139 742     | 82,13       |

### «Primaire populaire»
La « primaire populaire » vise à désigner un candidat commun pour la gauche. Elle se déroule en deux temps : une collecte des parrainage des candidats du 11 juillet au 11 octobre 2021 en ligne, permettant de qualifier les cinq femmes et les cinq hommes ayant recueilli le plus de parrainages, qui sont alors qualifiés pour un vote final, qui a lieu à jugement majoritaire et devait se tenir juste après cette collecte mais dont la date sera plusieurs fois reportée.
Parmi les dix personnes arrivées en tête du processus de collecte des parrainages, la moitié sont soit candidats à la présidentielle mais n'ayant pas souhaité, à cette date, participer au processus de la PP (Jean-Luc Mélenchon, Yannick Jadot, Anne Hidalgo et Christiane Taubira), soit pas candidats à la présidentielle (François Ruffin et Clémentine Autain). Un des dix retire sa candidature à la fin de la collecte, l'économiste Gaël Giraud. Les trois restants sont Pierre Larrouturou, Charlotte Marchandise et Anna Agueb-Porterie.
Gérard Filoche (Gauche démocratique et sociale) et Philippe Mazuel (Parti des citoyens européens) qui sont candidats à la présidentielle et ont souhaité participer au processus de la PP ne peuvent être sélectionnés pour le vote final faute d'avoir recueilli assez de parrainages. C'est aussi le cas de Fabien Roussel, candidat à la présidentielle mais qui n'a lui pas souhaité participer au processus. Arnaud Montebourg a lui retiré plus tard sa candidature à la présidentielle.
Christiane Taubira (Walwari-PRG), ministre de la Justice de 2012 à 2016, qui avait d'abord décliné toute idée de candidature, annonce toutefois le 17 décembre 2021 qu'elle envisage de se présenter, tout en repoussant à la mi-janvier sa décision définitive. Le 9 janvier 2022, elle annonce sa participation à la primaire populaire et sa candidature à la présidentielle.
Anne Hidalgo annonce en décembre qu'elle participera à une primaire seulement si Yannick Jadot y participe aussi, puis en janvier prend acte que ce sera pas le cas,.
Le 15 janvier 2022 les organisateurs publient la liste des 7 noms qu'ils soumettront au vote final en ligne. Parmi eux, quatre ont accepté que leurs noms y figurent : Pierre Larrouturou, Charlotte Marchandise, Anna Agueb-Porterie et Christiane Taubira.
Les trois autres ont demandé que leur nom soit retiré : Yannick Jadot, Anne Hidalgo et Jean-Luc Mélenchon.
|  |  |  |  |  |

|  |  |  |  |  |

|  |  |  |  |  |

|  |  |  |  |  |

|  |  |  |  |  |

|  |  |  |  |  |

|  |  |  |  |  |

## Candidats pressentis ayant décliné

### Extrême gauche
- Hadama Traoré (LREEM), militant associatif[10].

### Gauche
- Bernard Cazeneuve (PS), Premier ministre de 2016 à 2017[106] ;
- Ségolène Royal (PS), ancienne ministre, candidate du PS à l'élection présidentielle de 2007[107] ;
- François Ruffin (LFI-Picardie debout), député de la Somme depuis 2017[108].

### Centre
- Jean-Christophe Lagarde (UDI), après avoir envisagé sa candidature en mai 2021[109], annonce qu'il ne sera pas candidat en novembre suivant. Il envisage de soutenir le candidat issu du congrès des Républicains[110] ;
- Bruno Le Maire (LREM), ministre de l'Économie et des Finances depuis 2017, candidat à la primaire de la droite et du centre de 2016[111] ;
- Édouard Philippe (Horizons), Premier ministre de 2017 à 2020, maire du Havre depuis 2020[112].
- Gérald Darmanin (LREM), Ministre de l'Intérieur depuis 2020, Ministre de l’Action et des Comptes publics 2017 à 2020.

### Droite
- François Baroin (LR), ancien ministre, maire de Troyes et président de l'Association des maires de France[113] ;
- François Fillon (LR), Premier ministre de 2007 à 2012, candidat des Républicains à l'élection présidentielle de 2017[114] ;
- Gérard Larcher (LR), ancien ministre, président du Sénat de 2008 à 2011 et depuis 2014[115] ;
- David Lisnard (LR), maire de Cannes depuis 2014[116] ;
- Bruno Retailleau  (LR), président du groupe Les Républicains au Sénat depuis 2014[117] ;
- Nicolas Sarkozy (LR), président de la République française de 2007 à 2012, candidat à la primaire de la droite et du centre de 2016[118] ;
- Laurent Wauquiez (LR), ancien ministre, président du conseil régional d'Auvergne-Rhône-Alpes[119].

### Extrême droite
- Marion Maréchal (ex-RN), députée de Vaucluse de 2012 à 2017, nièce de Marine Le Pen[120].

### Autres
- Jean-Marie Bigard, humoriste[121] ;
- Jacques Cheminade (SP), candidat aux élections présidentielles de 1995, 2012 et 2017[122] ;
- Michel Onfray, philosophe[123] ;
- Afida Turner, chanteuse[124] ;
- Pierre de Villiers, ancien chef d'État-Major des armées[125].